# Full Tilt! Pinball
Full Tilt! Pinball est un jeu vidéo de flipper développé par Cinematronics, LLC et édité par Maxis Software, sorti en 1995 sur Windows et Mac.
Il a pour suite Full Tilt! Pinball 2.

## Système de jeu
Le jeu propose trois tables : Space Cadet, Skulduggery, Dragon's Keep.
La première table, Space Cadet, la plus connue, est sur un thème spatial. Le joueur doit valider différentes missions afin de monter en grade pour débloquer de nouvelles missions.

## 3D Pinball for Windows: Space Cadet
3D Pinball for Windows: Space Cadet est une version de la table Space Cadet embarqué dans les systèmes d'exploitation Microsoft Plus! 95 puis Windows NT 4.0, Windows 2000, Windows ME et Windows XP. Cette version est une sorte de démo de la table originelle, et possède plusieurs différences :
- Il est impossible d'avoir plusieurs balles en même temps sur la table
- Réussir une mission ne donne pas de bille supplémentaire
- Les logos Maxis et Cinematronics sont rouge sombre au lieu de jaune
- L'image représentant le logo du flipper est différente

Space Cadet, de par son intégration gratuite à Windows, deviendra vite beaucoup plus connu que la version originale, si bien que la majorité des utilisateurs ne sauront pas qu'il s'agit en réalité d'une démo.

## Accueil
- Next Generation : 2/5[1]